# Wijk-werken
Via het stelsel van wijk-werken kunnen in België werkzoekenden met een gebrek aan recente werkervaring die nog niet in het gewone arbeidscircuit terechtkunnen, tijdelijk werkervaring opdoen in een laagdrempelige werkomgeving dicht bij huis. Sinds 1 januari 2018 vervangt wijk-werken het vroegere PWA-stelsel.
Concreet betekent het dat de langdurig werkzoekende enkele uren per week klusjes uitvoert bij iemand thuis of in een school, gemeente, OCMW, vzw, niet-commerciële vereniging of land- en tuinbouwbedrijf. Hij of zij wordt daarvoor vergoed met wijk-werkcheques. Na maximaal 12 maanden volgt dan een nieuwe stap in de begeleiding naar werk.

## Bron
- https://web.archive.org/web/20190730130823/https://www.vlaanderen.be/wijk-werken
- https://www.vdab.be/wijk-werken